# Smolniki (powiat koniński)
Smolniki – wieś w Polsce położona w województwie wielkopolskim, w powiecie konińskim, w gminie Ślesin.
| SIMC    | Nazwa            | Rodzaj    |
| ------- | ---------------- | --------- |
| 0297218 | Pogorzele        | część wsi |
| 0297224 | Smolniki Polskie | część wsi |

W latach 1975–1998 miejscowość należała administracyjnie do województwa konińskiego.